# Jonas Kersken
Jonas Thomas Kersken (* 1. September 2000 in Düsseldorf) ist ein deutscher Fußballspieler.

## Karriere

### Verein
Jonas Kersken wurde als Sohn eines deutschen Vaters und einer englischen Mutter in Düsseldorf geboren. Nach seinen Anfängen in der Jugend der SG Unterrath und der Sportfreunde Baumberg wechselte er im Sommer 2018 in die Jugendabteilung von Rot-Weiss Essen. Für seinen Verein bestritt er 18 Spiele in der A-Junioren-Bundesliga und gehörte im September 2018 bei einem Spiel dem Kader der ersten Mannschaft an, ohne eingesetzt zu werden. Im Sommer 2019 erfolgte sein Wechsel in die Regionalliga West zur zweiten Mannschaft von Borussia Mönchengladbach. Anfang August 2020 unterschrieb er bei seinem Verein seinen ersten Profivertrag. In der Saison 2021/22 gehörte er zum Profikader, kam aber weiterhin nur in der Regionalliga West zum Einsatz.
Im Sommer 2022 wechselte er leihweise für eine Spielzeit zum Drittligisten SV Meppen und kam dort auch zu seinem ersten Einsatz im Profibereich, als er am 23. Juli 2022, dem 1. Spieltag, beim 1:1-Auswärts-Unentschieden gegen den VfB Oldenburg in der Startformation stand. Er etablierte sich als Stammtorhüter, zog sich allerdings nach dem zehnten Spieltag eine Schulterverletzung zu und kam daher zu lediglich zehn Spielen in der 3. Liga. Meppen stieg zum Saisonende in die Regionalliga ab.
Zur Saison 2023/24 wechselte er auf Leihbasis zum Drittligisten Arminia Bielefeld. Mit der Arminia gewann er den Westfalenpokal 2023/24. Zur Saison 2024/25 wurde er fest verpflichtet.

### Nationalmannschaft
Im November 2019 erkundigten sich die Fußballverbände Englands und Schottlands bei Jonas Kerskens Berater zwecks dessen Verfügbarkeit für die betreffenden Auswahlteams.

## Erfolge
- Deutscher Drittligameister und Aufstieg in die 2. Bundesliga: 2025 (Arminia Bielefeld)
- Westfalenpokalsieger: 2024 (Arminia Bielefeld)

## Privates
Jonas Kersken besitzt einen britischen Pass.